# Giovanni Battaglin
Giovanni Battaglin (ur. 22 lipca 1951 w San Luca di Marostica) – włoski kolarz szosowy startujący wśród zawodowców w latach 1973–1984. Zwycięzca Giro d’Italia i Vuelta a España (1981).

## Najważniejsze zwycięstwa
- 1974 – Giro dell’Appennino
- 1975 – dwa etapy w Giro d’Italia
- 1976 – dwa etapy w Tour de France
- 1978 – trzy etapy w Tour de Suisse
- 1979 – Dookoła Kraju Basków, Trofeo Matteotti, Coppa Placci
- 1980 – Mediolan-Turyn, etap w Giro d’Italia, Coppa Placci
- 1981 – etap i klasyfikacja generalna Giro d’Italia, etap i klasyfikacja generalna Vuelta a España